# “血田”碑
“血田”碑，位于中国广东省河源市紫金县苏区镇炮子圩，为紫金县的一个县级文物保护单位，类型为近现代重要史迹及代表性建筑，公布时间为1977年12月。
“血田”碑的历史年代为1976年。